# Alena Housová
Alena Housová (* 22. dubna 1979 Turnov) je česká reprezentantka v jízdě na skibobech, členka klubu TJ Sokol Jablonec nad Jizerou. Je nejúspěšnější ženou v historii tohoto sportu: během své dvacet let trvající kariéry se stala třicetkrát mistryní světa a desetkrát vyhrála celkovou klasifikaci Světového poháru.
Její bratr Aleš Housa je také skibobistou, získal dva tituly mistra světa.

## Výsledky
- MS 1999: 1. místo Super G, Kombinace
- MS 2000: 1. místo Slalom
- MS 2002: 1. místo Slalom, Kombinace
- MS 2003: 1. místo Slalom, Super G, Kombinace
- MS 2004: 1. místo Obří slalom, Slalom, Kombinace
- MS 2006: 1. místo Obří slalom, Slalom, Super G, Kombinace
- MS 2007: 1. místo Sjezd, Super G
- MS 2009: 3. místo Slalom
- MS 2011: 1. místo Sjezd, Obří slalom, Super G, Kombinace
- MS 2012: 1. místo Obří slalom, Slalom, Kombinace
- MS 2013: 1. místo Obří slalom, Slalom, Super G, Kombinace
- MS 2014: 1. místo Slalom, Super G, Kombinace [2]

- SP 2000: 1. místo celkově[3]
- SP 2006: 1. místo celkově[4]